# Forcipomyia samoënsis
Forcipomyia samoënsis är en tvåvingeart som först beskrevs av Edwards 1928.  Forcipomyia samoënsis ingår i släktet Forcipomyia och familjen svidknott. Inga underarter finns listade i Catalogue of Life.